# Reganella depressa
Reganella depressa — єдиний вид роду Reganella з триби Loricariini підродини Loricariinae родини Лорікарієві ряду сомоподібні. Наукова назва роду походить від прізвища британського іхтіолога Чарльза Тейта Рігана.

## Опис
Загальна довжина сягає 11,3 см. Голова широка, сильно сплощена. Ніс витягнутий, тонкий. Очі помірно великі, розташовані на верхній частині голови, доволі близько одне від одного. Тулуб кремезний, звужується на хвостовому стеблі. Тулуб стиснутий зверху та низу, вкрито кістковими пластинками. Спинний плавець низький, короткуватий. Жировий плавець відсутній. Грудні плавці широкі, прозорі, з короткою основою. Черевні плавці трохи поступаються останнім. хвостовий плавець короткий, звужений.
Забарвлення світло-коричневе або піщано-жовте.

## Спосіб життя
Біологія вивчена недостатньо. Є демерсальною рибою. Воліє до прісної та прозорої води. Тримається піщаних ґрунтів і мілини. Живиться рослинністю, значно рідше дрібними водними організмами.

## Розповсюдження
Є ендеміком Бразилії. Мешкає у басейнах річок Бранко, Ріо-Негро і Тапажос.